# Bulbine cremnophila
Bulbine cremnophila là một loài thực vật có hoa trong họ Thích diệp thụ. Loài này được van Jaarsv. miêu tả khoa học đầu tiên năm 1999.